# Fall On Me
«Fall On Me» es una canción interpretada por el dúo de indie pop A Great Big World y la cantante de pop estadounidense Christina Aguilera, lanzada el 22 de noviembre de 2019.
La canción fue presentada en vivo en los American Music Awards del 2019, lo que la catapultó al primer lugar de la lista de canciones en la plataforma digital iTunes de Estados Unidos.  
Fall On Me recibió críticas positivas de parte del público en general, quienes resaltan "la emotividad en la voz de Aguilera" al interpretar la canción. El tema podría catalogarse como la antítesis de Say Something la anterior colaboración entre A Great Big World y la cantante estadounidense, la cual llegó al puesto 4 del Billboard Hot 100, logrando más de 4 millones de ventas digitales y certificación 4x de platino.   

## Formatos
| Versión original |                         |          |  |
| N.º              | Título                  | Duración |  |
| 1.               | «Fall On Me» (sencillo) | 04:23    |  |

### Charts
| Chart (2019−2020)                     | Peak position |
| ------------------------------------- | ------------- |
| Canada Digital Song Sales (Billboard) | 27            |
| US Adult Pop Songs (Billboard)        | 37            |
| US Digital Song Sales (Billboard)     | 9             |
| US Pop Digital Song Sales (Billboard) | 8             |